# Bracoviriform

Schemazeichnung eines Virions der Gattung Bracoviriform (Querschnitt)

Bracoviriform (BV, früher Bracovirus) ist eine Gattung doppelt behüllter Virifomer mit doppelsträngigem, segmentierten DNA-Genom, welche in das Genom von einigen Brackwespen integriert sind und als viraler Vektor zur Beeinflussung der Wirte der Brackwespenlarven dienen. Das International Committee on Taxonomy of Viruses (ICTV) hat die Bracoviren als eine Gattung aus der Familie Polydnaviriformidae klassifiziert (Stand Mitte April 2024). Diese Familie ist jedoch möglicherweise paraphyletisch (s. u.).

## Aufbau
Bracoviren sind zylinder- oder stabförmig (Baculoviridae-ähnlich).

## Genom
Das vollständige Genom der Bracoviren ist als Provirus in Tandem-Wiederholungseinheiten in das Genom der Brackwespen integriert. Aus den Proviren der Bracoviren von Cotesia congregata können über die Bildung von Kopf-Kopf- oder Schwanz-Schwanz-Concatamere 35 verschiedene ringförmige doppelsträngige virale DNA hergestellt werden, die in die virusartigen Partikeln verpackt werden. Die Gene der strukturellen Proteine der virusartigen Partikel werden nicht verpackt, wodurch virusartige Partikel nur von den Brackwespen hergestellt werden können.

## Vermehrungszyklus
Bracoviren werden nur in den Eierstöcken der weiblichen Brackwespen hergestellt und gemeinsam mit den Eiern in den Wirt der Brackwespenlarve über den Ovipositor injiziert. Sie werden heute ausschließlich auf die Nachkommenschaft übertragen (vertikale Infektion). Als Wirte dienen Brackwespen der folgenden Unterfamilien:
- Cardiochilinae
- Cheloninae
- Khoikhoiinae
- Mendesellinae
- Microgastrinae
- Miracinae

## Systematik

### Äußere Systematik und Evolution
Mit Stand 28. Mai 2024 sind vom International Committee on Taxonomy of Viruses (ICTV) besteht die Gattung Bracoviriform aus den folgenden Spezies und Viren bzw. Stämmen:
Familie: Polydnavirifomidae
- Gattung Bracoviriform (BV, früher Bracovirus)
  - Spezies Bracoviriform altitudinis mit Chelonus altitudinis bracovirus (CalBV)
  - Spezies Bracoviriform argentifrontis mit Ascogaster argentifrons bracovirus (AaBV)
  - Spezies Bracoviriform blackburni mit Chelonus blackburni bracovirus (CbBV)
  - Spezies Bracoviriform canadense mit Hypomicrogaster canadensis bracovirus (HcBV)
  - Spezies Bracoviriform congregatae mit Cotesia congregata bracovirus (CcBV)
  - Spezies Bracoviriform crassicornis mit Apanteles crassicornis bracovirus (AcBV)
  - Spezies Bracoviriform croceipedis mit Microplitis croceipes bracovirus (McBV)
  - Spezies Bracoviriform curvimaculati mit Chelonus nr. curvimaculatus bracovirus (CcBV)
  - Spezies Bracoviriform demolitoris mit Microplitis demolitor bracovirus (MdBV)
  - Spezies Bracoviriform ectdytolophae mit Hypomicrogaster ectdytolophae bracovirus (HcEV)
  - Spezies Bracoviriform facetosae mit Diolcogaster facetosa bracovirus (DfBV)
  - Spezies Bracoviriform flavicoxis mit Glyptapanteles flavicoxis bracovirus (GflBV)
  - Spezies Bracoviriform flavipedis mit Cotesia flavipes bracovirus (CfBV)
  - Spezies Bracoviriform flavitestaceae mit Phanerotoma flavitestacea bracovirus (PfBV)
  - Spezies Bracoviriform fumiferanae mit Apanteles fumiferanae bracovirus (AfBV)
  - Spezies Bracoviriform glomeratae mit Cotesia glomerata bracovirus (CgBV)
  - Spezies Bracoviriform hyphantriae mit Cotesia hyphantriae bracovirus (ChBV)
  - Spezies Bracoviriform inaniti mit Chelonus inanitus bracovirus (CinaBV)
  - Spezies Bracoviriform indiense mit Glyptapanteles indiensis bracovirus (GiBV)
  - Spezies Bracoviriform insularis mit Chelonus insularis bracovirus (CinsBV)
  - Spezies Bracoviriform kariyai mit Cotesia kariyai bracovirus (CkBV)
  - Spezies Bracoviriform liparidis mit Glyptapanteles liparidis bracovirus (GlBV)
  - Spezies Bracoviriform marginiventris mit Cotesia marginiventris bracovirus (CmaBV)
  - Spezies Bracoviriform melanoscelae mit Cotesia melanoscela bracovirus (CmeBV)
  - Spezies Bracoviriform nigricipitis mit Cardiochiles nigriceps bracovirus (CnBV)
  - Spezies Bracoviriform ornigis mit Pholetesor ornigis bracovirus (PoBV)
  - Spezies Bracoviriform paleacritae mit Protapanteles paleacritae bracovirus (PpBV)
  - Spezies Bracoviriform quadridentatae mit Ascogaster quadridentata bracovirus (AqBV)
  - Spezies Bracoviriform rubeculae mit Cotesia rubecula bracovirus (CrBV)
  - Spezies Bracoviriform schaeferi mit Cotesia schaeferi bracovirus (CsBV)
  - Spezies Bracoviriform texani mit Chelonus texanus bracovirus (CtBV)

Die Entstehung der Polydnaviriformen wird auf die Zeit vor 64 bis 100 Millionen Jahren datiert.
Die Bracoviriformen haben sich offenbar vor etwa 100 Millionen Jahren aus den Nudiviridae entwickelt.
Nach Koonin et al. (2015 und 2019) scheinen die Polydnaviriformidae (früher Polydnaviridae: d. h. die Gruppe der Bracoviriformen) zusammen mit den Nimaviridae, Hytrosaviridae, Baculoviridae und den Nudiviridae eine noch unbenannte Verwandtschaftsgruppe zu bilden, für die die Autoren folgenden Stammbaum vorschlagen:
|  | Baculoviridae |
|  | |
|  | \| \| Nudiviridae (möglicherweise paraphyletisch, siehe dort) \| \| \| \| \| \| Polydnaviri[formi]dae: Bracoviriforme \| \| \| \| |
|  | |
|  | Nudiviridae (möglicherweise paraphyletisch, siehe dort)                                                                           |
|  | |
|  | Polydnaviri[formi]dae: Bracoviriforme                                                                                             |
|  | |

|  | Nudiviridae (möglicherweise paraphyletisch, siehe dort) |
|  |                                                         |
|  | Polydnaviri[formi]dae: Bracoviriforme                   |
|  |                                                         |

|  | Baculoviridae |
|  | |
|  | \| \| Nudiviridae (möglicherweise paraphyletisch, siehe dort) \| \| \| \| \| \| Polydnaviri[formi]dae: Bracoviriforme \| \| \| \| |
|  | |
|  | Nudiviridae (möglicherweise paraphyletisch, siehe dort)                                                                           |
|  | |
|  | Polydnaviri[formi]dae: Bracoviriforme                                                                                             |
|  | |

|  | Nudiviridae (möglicherweise paraphyletisch, siehe dort) |
|  |                                                         |
|  | Polydnaviri[formi]dae: Bracoviriforme                   |
|  |                                                         |

Die beiden Virusgattungen Ichnovirus (IV) und Bracovirus in der Familie Polydnaviridae sind tatsächlich nicht phylogenetisch verwandt, was bedeutet, dass dieses Taxon möglicherweise überarbeitet werden muss, der u. a. vom Schweizer Institut für Bioinformatik (SIB) gebrauchte Begriff “Baculo-like viruses” (dort nur Baculoviridae und Nudiviridae umfassend) könnte dann die Bracoviren mit umfassen. Im 1. Halbjahr 2021 hat das ICTV diese Gruppe als Klasse Naldaviricetes – (noch) ohne Bracovirus – offiziell anerkannt.

### Innere Systematik
Mit Stand Februar 2019 sind vom International Committee on Taxonomy of Viruses (ICTV) besteht die Gattung Bracovirus aus den folgenden Spezies:
- Gattung Bracovirus[19]

- Spezies Apanteles crassicornis bracovirus (AcBV)
- Spezies Apanteles fumiferanae bracovirus (AfBV)
- Spezies Ascogaster argentifrons bracovirus (AaBV)
- Spezies Ascogaster quadridentata bracovirus (AqBV)
- Spezies Cardiochiles nigriceps bracovirus (TnBV)
- Spezies Chelonus altitudinis bracovirus (CalBV)
- Spezies Chelonus blackburni bracovirus (CbBV)
- Spezies Chelonus inanitus bracovirus (CiBV)
- Spezies Chelonus insularis bracovirus (CinsBV)
- Spezies Chelonus near curvimaculatus bracovirus (Chelonus nr. curvimaculatus bracovirus, CcvBV)
- Spezies Chelonus texanus bracovirus (CtBV)
- Spezies Cotesia congregata bracovirus (CcBV)
- Spezies Cotesia flavipes bracovirus (CfBV)
- Spezies Cotesia glomerata bracovirus (CgBV)
- Spezies Cotesia hyphantriae bracovirus (ChBV)
- Spezies Cotesia kariyai bracovirus (CkBV)
- Spezies Cotesia marginiventris bracovirus (CmaBV)
- Spezies Cotesia melanoscela bracovirus (CmeBV, Typusspezies)
- Spezies Cotesia rubecula bracovirus (CrBV)
- Spezies Cotesia schaeferi bracovirus (CsBV)
- Spezies Diolcogaster facetosa bracovirus (DfBV)
- Spezies Glyptapanteles flavicoxis bracovirus (GflBV)
- Spezies Glyptapanteles indiensis bracovirus (GiBV)
- Spezies Glyptapanteles liparidis bracovirus (GlBV)
- Spezies Hypomicrogaster canadensis bracovirus (HcBV)
- Spezies Hypomicrogaster ectdytolophae bracovirus (HecBV)
- Spezies Microplitis croceipes bracovirus (McBV)
- Spezies Microplitis demolitor bracovirus (MdBV)

- PTP-H2, PTP-H3

- Spezies Phanerotoma flavitestacea bracovirus (PfBV)
- Spezies Pholetesor ornigis bracovirus (PoBV)
- Spezies Protapanteles paleacritae bracovirus (PpBV)
- Spezies Tranosema rostrale bracovirus (TrBV)

Weitere vorgeschlagene Kandidaten sind u. a.:
- Spezies Cotesia chilonis bracovirus (CchBV)
- Spezies Cotesia plutellae bracovirus (CpBV)
- Spezies Cotesia ruficrus polydnavirus (CrPDV)
- Spezies Cotesia sesamiae bracovirus (CsBV)
- Spezies Cotesia sesamiae Kitale bracovirus (CskBV)
- Spezies Cotesia sesamiae Mombasa bracovirus (CsMBV)
- Spezies Cotesia vestalis bracovirus (CvBV)
- Spezies Microplitis bicoloratus bracovirus (MbBV)
- Spezies Microplitis mediator bracovirus (MmBV)
- Spezies Microplitis similis bracovirus (MsBV)
- Spezies Toxoneuron nigriceps bracovirus (TnBV)
- Spezies Choeras sp. bracovirus
- Spezies Dolichogenidae sp. bracovirus